# Strada statale 744 Fogliense
La strada statale 744 Fogliense (SS 744) è una strada statale italiana il cui percorso si sviluppa nelle Marche. La strada prende il nome dal fiume Foglia, del quale risale il corso fino all'abitato di Lunano.

## Percorso
La strada ha origine dall'innesto con la strada statale 423 Urbinate all'interno del centro abitato di Montecchio frazione dell'allora comune di Sant'Angelo in Lizzola ed ora di quello sparso di Vallefoglia.
Il suo percorso orientato perlopiù verso sud-est, si sviluppa quasi esclusivamente nelle Marche e per la precisione nella provincia di Pesaro-Urbino, se si eccettua l'attraversamento della frazione Rio Salso del comune di Mondaino, ricadente in Emilia-Romagna.
Dopo un primo tratto in cui la strada attraversa diversi centri abitati, nei territori comunali di Vallefoglia, Mondaino e Montecalvo in Foglia, nei pressi dell'abitato di Schieti presenta un tratto in variante privo di incroci a raso che permette di evitare l'attraversamento del centro abitato di Casinina.
Entrata quindi nel comune di Sassocorvaro Auditore, del quale attraversa la frazione di Mercatale sulle sponde dell'omonimo lago e quella di Caprazzino, il tracciato prosegue terminando infine all'interno del centro abitato di Lunano innestandosi sulla strada statale 687 Pedemontana delle Marche.

## Storia
Tradizionalmente classificata come strada provinciale 3 bis Fogliense (SP 3 bis), l'arteria è stata oggetto del cosiddetto piano Rientro strade, per cui la loro competenza è passata all'ANAS il 24 ottobre 2018 la quale la ha provvisoriamente classificata come nuova strada ANAS 501 S.P. 3 bis Fogliense (NSA 501).
La strada ha ottenuto la classificazione attuale nel corso del 2019 con i seguenti capisaldi di itinerario: "Innesto con la S.S. n. 423 presso Montecchio di Pesaro - Innesto con la S.S. n. 687 presso Lunano".